# سد لیانهوا
سد لیانهوا (به لاتین: Lianhua Dam) یک نیروگاه برقابی و سد در چین است که در Linkou County of Heilongjiang Province واقع شده‌است.